# Parfouru-sur-Odon
Parfouru-sur-Odon è un comune francese di 167 abitanti situato nel dipartimento del Calvados nella regione della Normandia.

## Società

### Evoluzione demografica
Abitanti censiti